# Bombus oceanicus
Bombus oceanicus là một loài Hymenoptera trong họ Apidae. Loài này được Friese mô tả khoa học năm 1909.